# Agrilus pratensis
Agrilus pratensis es una especie de insecto del género Agrilus, familia Buprestidae, orden Coleoptera.
Fue descrita científicamente por Ratzeburg, 1837.